# Brassica rapa subsp. oleifera
Brassica rapa oleifera (sin. Brassica campestris L.) es una subespecie botánica anual de la familia de las Brassicaceae.

## Otros nombres
Nabina, nabo de verano (Brassica rapa subsp. oleifera forma annua), nabo de invierno (Brassica rapa subsp. oleifera forma biennis); Nabo, Nabo silvestre, Nabo salvaje, Yuyo, Mostacilla, Mostarda silvestre, Mostarda brava, colza, Wild turnip.

## Descripción
Tolera sequía, y es intolerante a alta humedad. Hace simbiosis con Anthocharis sara.
Es una especie anemófila, que emite polen durante la estación de fiebre de heno. De enero a mayo es la estación usual para causar problemas de alergia.[cita requerida]

### Morfología e identificación
Planta anual o bienal, glabra, con tallos erguidos, glabros o con algunos pelos duros en la parte inferior, simples o ramificados, hojas ásperas al tacto, flores amarillas dispuestas en racimos terminales largos.

### Distribución
- Europa parte europea de la ex Unión Soviética, en el Cáucaso, Siberia occidental y oriental, el Lejano Oriente y Asia Central.Se cultiva en Asia Menor, Afganistán, norte de la India, Irán.[4]
- Argentina, Chile Uruguay

### Propagación
Por semilla. Florece desde fines de invierno hasta la primavera.

## Aspectos económicos
Brassica campestris es una maleza perniciosa en las zonas forestales y bosques de estepa. Infesta todos los cultivos de primavera, tanto de granos y los labrados, huertos, y se extiende a través de los barbechos y el campo césped en grandes poblaciones, más raramente crece en prados, cinturones forestales, a lo largo de orillas de ríos y bordes de carreteras. Es una planta buena para las abejas. Antes de la floración de esta planta es comida por todos los animales agrícolas. A veces se cultiva como una planta de aceite (sus semillas contienen hasta 48% de aceite) a pequeña escala en Transcaucasia y Asia Central.

### Medidas de control
A principios medidas superficiales y arado en otoño, a principios de primavera - desgarran el suelo que favorece la germinación de semillas de malezas, a continuación, la erradicación de las plántulas.